# Белая (приток Пенжины)

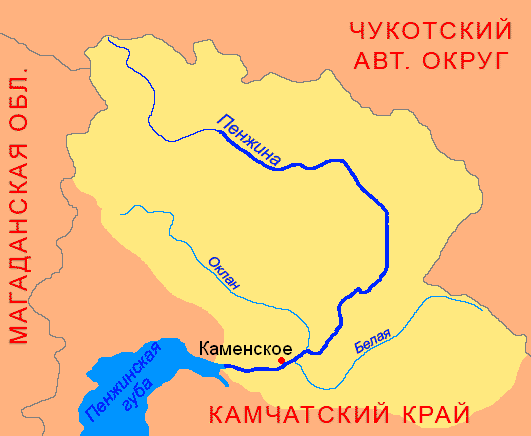

Бе́лая (Пальматкина) — река на полуострове Камчатка в России, левый приток реки Пенжина.
Длина реки — около 304 км. Площадь водосборного бассейна — 13 800 км². Берёт начало с Корякского нагорья, течёт по Парапольскому долу вдоль Пенжинского хребта, который пересекает близ устья.
Река имеет до 260 притоков - малых рек. Большинство притоков – левые, берут начало на хребте, вдоль которого течет река: наиболее значительные Хонтекляккууль, Умкавылкууль, Имлан, Куюлн, Тундровая, Эссовеем (Эвыткенвээм), Гайчавеем (Ильгильхиваям), Большой Упупкин. Наиболее крупный правый приток Ветвистая. В бассейне реки 4844 озера общей площадью 176 км².
В бассейне реки расположены водно-болотные угодья международного значения «Парапольский дол».